# 萝宾·索恩
萝宾·索恩（英語：Robyn Thorn，1945年11月26日—），澳大利亚女子游泳运动员，主攻自由泳。她曾代表澳大利亚参加1964年夏季奥林匹克运动会游泳比赛，获得女子4×100米自由泳接力银牌。